# إستيبون بلانكو
إستيبون بلانكو (بالإسبانية: Estebán Blanco)‏ (مواليد 16 ديسمبر 1981) هو سبّاح كوستاريكي، مثّل بلاده في الألعاب الأولمبية الصيفية 2000.

## روابط خارجية
إستيبون بلانكو على موقع الاتحاد الدولي للسباحة (الإنجليزية)
- إستيبون بلانكو على موقع أوليمبيديا (الإنجليزية)